# Stan Ivar
Stan Ivar (ur. 11 stycznia 1943 w Brooklynie) – amerykański aktor. Wystąpił w roli kowala Johna Cartera w serialu NBC Domek na prerii (1982–1983), jako Daniel Scott w operze mydlanej NBC Dni naszego życia (1994–1996), Mark Johnson w Star Trek: Voyager (1995) i Ben Robinson w sensacyjnym serialu policyjnym CBS Agenci NCIS (2010).

## Filmografia

### Filmy
- 1991: Powrót króla rock and „rulla” jako Frank, tato (głos)
- 1991: Harley Davidson i Marlboro Man jako Jake McAllister

### Seriale
- 1982–1983: Domek na prerii jako John Carter
- 1985: Cagney i Lacey jako Steve Hollister
- 1987: Jeden plus dziesięć jako trener Dowling
- 1987: Autostrada do nieba jako Paul Raines
- 1988: Matlock jako kongresmen Pete McGuiness
- 1988: Piękna i Bestia jako Jonathan Thorpe
- 1988: Na wariackich papierach jako Brian Gates
- 1988: Moda na sukces jako dr Lerner
- 1988: Detektyw Hunter jako Dan Michaels
- 1990: Gliniarz i prokurator jako Jim Clarke
- 1990: Who’s the Boss? jako Peter Gerber
- 1990: Mancuso jako Farber
- 1990: Beverly Hills, 90210 jako Glen Evans
- 1990: Flash jako dr Carl Tanner
- 1990: Świat pana trenera jako David
- 1992: Głuchy telefon jako Henry
- 1994: Świat według Bundych jako Jack Franklin
- 1994–1996: Dni naszego życia jako Daniel Scott
- 1995: Star Trek: Voyager jako Mark Johnson
- 1995: Napisała: Morderstwo jako prawnik Lou
- 1996: Plaże Malibu jako pan Green
- 1997: Ally McBeal jako Jason Hatfield
- 1997: Krok za krokiem jako Kevin McGowan
- 1998: Cybill jako Jonathan Martin Jr.
- 1998: Żar młodości jako komendant Straży Pożarnej
- 1998: Ja się zastrzelę jako Roger
- 2000: Kancelaria adwokacka jako Mark Jacobs
- 2004: Kancelaria adwokacka jako sędzia Harvey Gleason
- 2010: Agenci NCIS jako Ben Robinson